# Oecetis marginata
Oecetis marginata là một loài Trichoptera trong họ Leptoceridae. Chúng phân bố ở miền Australasia.